# Nút giao thông

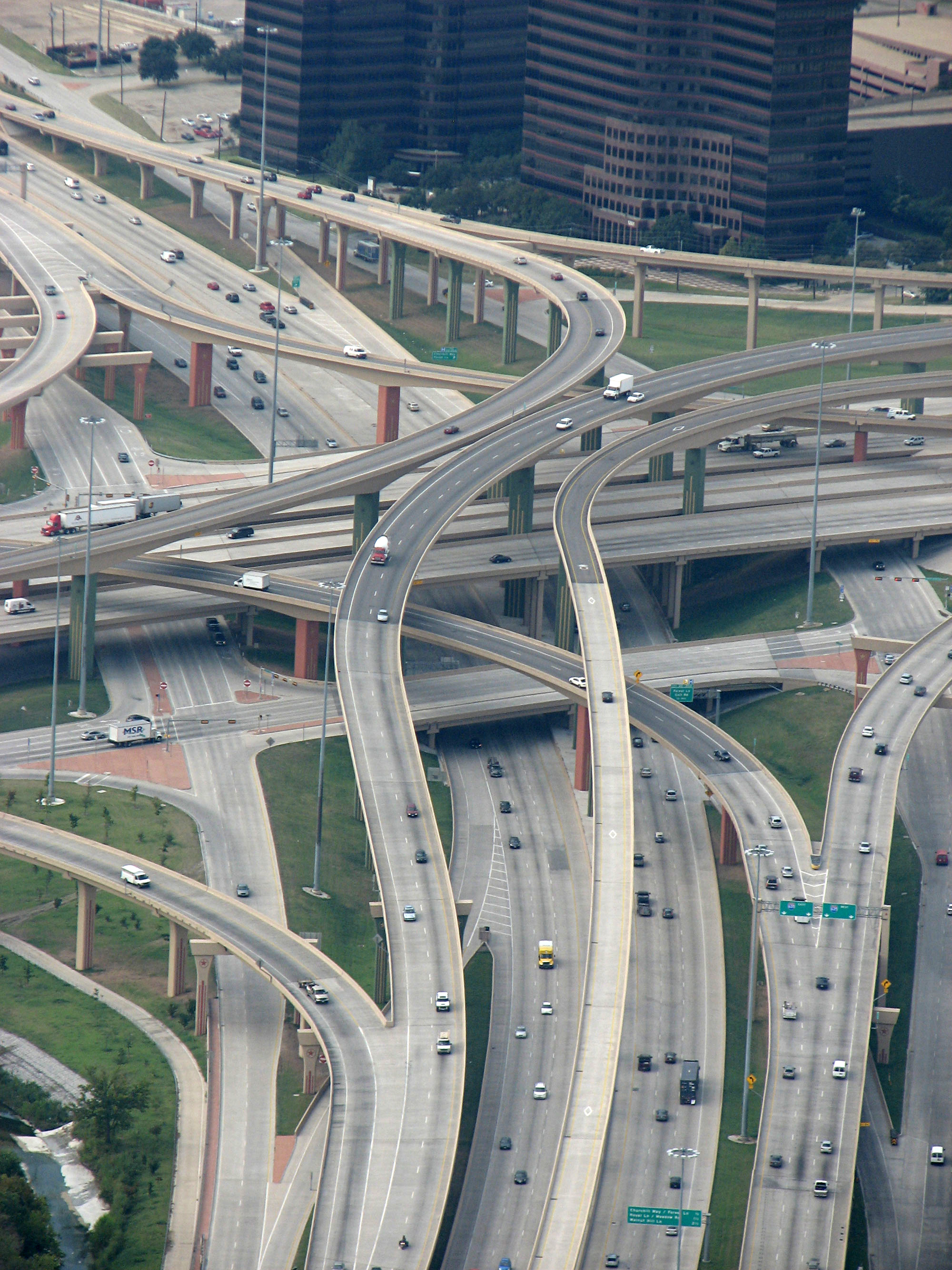
Nút giao thông khác mức High Five giữa các đường cao tốc với cầu nối, cầu vượt và đường dẫn ở Dallas, Texas

Nút giao thông hay còn gọi giao lộ là nơi các tuyến đường giao nhau. Tại các thành phố hay thị trấn thì tại các nút giao thông sẽ có các vòng xoay (bùng binh) để điều tiết luồng lưu thông xe cộ.

## Lịch sử
Các con đường bắt đầu như một phương tiện liên kết các địa điểm quan tâm: thị trấn, pháo đài và các đặc điểm địa lý như sông cạn. Ở nơi các con đường gặp nhau bên ngoài khu định cư hiện có, những điểm giao nhau này thường dẫn đến một khu định cư mới. Scotch Corner là một ví dụ về một vị trí như vậy.
Ở Vương quốc Anh và các quốc gia khác, phong tục đặt tên cho các điểm giao nhau đã xuất hiện để giúp khách du lịch tìm đường. Giao lộ lấy tên của một doanh nghiệp nổi bật gần đó hoặc một điểm ưa thích.
Khi mật độ mạng lưới đường bộ tăng lên và các luồng giao thông cũng theo đó mà tăng lên, việc quản lý luồng giao thông qua giao lộ ngày càng trở nên quan trọng, nhằm giảm thiểu sự chậm trễ và cải thiện an toàn. Cải tiến đầu tiên là bổ sung các thiết bị kiểm soát giao thông, chẳng hạn như biển báo dừng và đèn giao thông để điều tiết luồng giao thông. Tiếp theo là kiểm soát làn đường, giới hạn những gì mỗi làn đường giao thông được phép thực hiện khi băng qua. Việc rẽ qua dòng xe ngược chiều có thể bị cấm hoặc chỉ được phép khi dòng xe ngược chiều và ngược chiều đã dừng lại.
Tiếp theo đó là các thiết kế giao lộ chuyên biệt kết hợp thông tin về lưu lượng giao thông, tốc độ, ý định của người lái xe và nhiều yếu tố khác.

## Các loại giao lộ
Sự khác biệt cơ bản nhất giữa các loại đường giao nhau là liệu các con đường giao nhau ở cùng một độ cao hay khác nhau. Các nút giao phân chia theo mức, đắt tiền hơn thường cung cấp thông lượng cao hơn với chi phí cao hơn. Giao lộ một mức có chi phí thấp hơn và thông lượng thấp hơn. Mỗi loại chính có nhiều biến thể.

### Nút giao thông khác mức
Tại các nút giao thông, các con đường đi qua bên trên hoặc bên dưới nhau, sử dụng phân cách mức và đường nối. Các thuật ngữ nút giao đường cao tốc và nút giao xa lộ thường đề cập đến cách bố trí này. Chúng có thể được chia nhỏ hơn nữa thành những loại có và không có điều khiển tín hiệu.
Các nút giao thông có điều khiển tín hiệu (điều khiển bằng đèn giao thông) bao gồm các thiết kế "kim cương" như hình thoi phân kỳ, hình thoi ba cấp. Các loại khác bao gồm cầu vượt rẽ ở giữa, ngược chiều bên trái, đường vòng đơn và cầu vượt đô thị một điểm.
Autobahnkreuz (nghĩa đen là "đường chéo autobahn"), dạng viết tắt kreuz, và viết tắt là AK, là nút giao thông bốn chiều trên mạng lưới Autobahn của Đức. Autobahndreieck (nghĩa đen là "tam giác autobahn"), viết tắt dreieck, và viết tắt là AD, là nút giao thông ba chiều trên mạng lưới Autobahn.

### Nút giao thông cùng mức
Tại các nút giao thông, đường giao nhau cùng mức. Chúng cũng có thể được chia nhỏ thành những loại có và không có điều khiển tín hiệu.
Các thiết kế có điều khiển tín hiệu bao gồm vạch dừng nâng cao, thắt nơ, giao lộ hình hộp, giao lộ dòng chảy liên tục, Green-T liên tục, rộng gấp đôi, rẽ móc câu, tung hứng, rẽ chữ U ở giữa, ghép nối, góc phần tư, mòng biển, đường nối, chia đôi, so le.
Các thiết kế không có điều khiển tín hiệu bao gồm bùng binh và vòng xuyến.

## An toàn
Tại Liên minh châu Âu, ước tính có khoảng 5.000 trong số 26.100 người thiệt mạng trong các vụ va chạm ô tô là do va chạm ở nút giao, trong khi con số này là khoảng 8.000 người vào năm 2006. Trong thập niên 2006 – 2015, điều này có nghĩa là khoảng 20% số ca tử vong trên đường xảy ra tại các nút giao thông.
Theo kiểu người sử dụng nút giao thông tử vong là: 34% là người đi bộ, 23% là người đi xe máy, 21% là người đi xe đạp, và 12% là những người tham gia giao thông khác, còn lại là người sử dụng xe hơi.

### Nguyên nhân tử vong
Người ta đã xem xét một số nguyên nhân có thể dẫn đến tử vong. Ví dụ:
- Cản trở tầm nhìn – nguyên nhân lớn nhất, bao gồm tất cả các yếu tố khiến người lái xe hoặc người đi xe không nhận thấy điều gì đó:
  - Các yếu tố vật lí:
    - Cản trở tầm nhìn tạm thời.
    - Cản trở tầm nhìn vĩnh viễn.
    - Che khuất tầm nhìn vĩnh viễn.

  - Các yếu tố con người:
    - Chẩn đoán sai – hiểu sai về hành động của người tham gia giao thông khác hoặc tình trạng đường sá.
    - Mất tập trung
    - Kế hoạch không đầy đủ – các chi tiết của tình huống, theo diễn giải của người tham gia giao thông, thiếu về số lượng và/hoặc chất lượng (bao gồm cả sự tương ứng của chúng với thực tế)
    - Không chú ý

  - Chẩn đoán sai (không dẫn đến cản trở tầm nhìn):
    - Lỗi thông tin – người tham gia giao thông phán đoán tình huống không chính xác và đưa ra quyết định dựa trên phán đoán không chính xác (ví dụ: nghĩ rằng một phương tiện khác đang di chuyển khi không phải vậy và do đó va chạm với phương tiện đó)
    - Lỗi giao tiếp – thông tin sai lệch giữa những người tham gia giao thông

  - Kế hoạch không đầy đủ (không dẫn đến cản trở tầm nhìn):
    - Kiến thức giao thông không đầy đủ